# Телефоністка (фільм)
«Телефоністка» (азерб. «Telefonçu Qız») — радянський художній фільм 1962 року, знятий за сценарієм Ісидора Анненського, написаному за однойменною повістю радянського письменника і кінорежисера Гасана Сеїдбейлі.

## Сюжет
Картина розповідає про складну долю дівчини, яка пережила особисту драму, про її трудові будні, любов, мрії. Вона знайшла в собі сили подолати всі труднощі і почати жити спочатку.

## У ролях
- Раїса Недашківська — Мехрібан
- Нодар Шашик-огли — Закір
- Ельвіра Бруновська — Заранкіз
- Мехрібан Сеїдбейлі — Мехрібан в дитинстві
- Гюндуз Аббасов — батько Мехрібан
- Кіма Мамедова — Фіруза
- Валентина Хмара — Галина
- Атая Алієва — Сімузар
- Алла Ягізарова — Джаміля
- Сона Асланова — мати Мехрібан
- Аліага Агаєв — робітник
- Барат Шакінська — Сюрайя, мати Закіра
- Сона Гаджиєва — бабуся Мехрібан
- Григорій Сорін — Петро Степанович
- Сусанна Меджидова — Сельміназ
- Ісмаїл Талибли — професор
- Гасанага Турабов — Гусейн
- Анатолій Фалькович — відвідувач ресторану
- Гусейнага Садихов — робітник
- Агададаш Курбанов — батько Закіра
- Мірза Бабаєв — Гулам
- Багадур Алієв — відвідувач у ресторані
- Вадим Бєроєв — епізод
- Зія Сеїдбейлі — епізод

## Знімальна група
- Режисер — Гасан Сеїдбейлі
- Сценаристи — Ісидор Анненський, Гасан Сеїдбейлі
- Оператор — Юлій Фогельман
- Композитор — Тофік Кулієв
- Художник — Ельбей Рзакулієв